# عظايا أسكبتية
العظايا الأسكبتية (الاسم العلمي:†Askeptosauridae) هي فصيلة من الزواحف تتبع رتبة العظائيات المحيطية من طائفة شبيهات الزواحف.

## التصنيف
- العظاءة الأسكبتية